# Michel Stockx
Pour l’article homonyme, voir StockX.
Michel Stockx, né à Lochristi en 1942 et mort à Beverwijk le 25 septembre 2001, est un tueur en série originaire de Belgique qui a travaillé comme conducteur de camion à Assen.

## Faits et enquête
Le 25 juillet, 1991, il est attiré par Jessica Laven, 11 ans, à la piscine à Zwaag. Plus tard, elle est retrouvée étranglée dans la ville de Bad Nieuweschans. Durant son interrogatoire, Stockx a aussi confié qu'il a abusé et assassiné deux garçons allemands, Marco Weisser de Wiesbaden, 13 ans et Salim Thattil, de Neustadt an der Weinstraße, de 10 ans.
Des rumeurs persistantes affirment que Stockx est responsable de la mort d'une fille belge, de 10 ans : Nathalie Geijsbregts. Sjaak H, membre du groupe Venlo, a affirmé que Stockx le lui avait confirmé. Il est aussi interrogé pour le meurtre de Cheryl Morriën de IJmuiden mais a nié toute implication.
Son nom est mentionné à propos du meurtre d'Anaïs Marcelli, 10 ans, dans la ville française de Mulhouse. En 1991, il est emprisonné à Mulhouse (Haut-Rhin) pour ce meurtre. Pendant son séjour en prison, il s'est constitué un pactole de près de 2 millions de francs que lui a versé légalement la Sécurité sociale néerlandaise.

## Procès et condamnation
Pour les meurtres de Laven, Weisser et Thattil, Michel Stockx est condamné à 20 ans de prison en novembre 1992 et il est détenu au pénitencier de Schéveningue.  
Il a reçu une prestation d'invalidité en prison, aux Pays-Bas. Âgé de 59 ans, il est reconnu comme étant en « incapacité de travail » à cause de son état psychologique désastreux qu'ont révélé ses crimes. 

## Mort
Le 18 septembre 2001, pendant sa thérapie de travail, il renverse une bouteille d'essence de térébenthine, ainsi qu'un tube fluorescent, provoquant un feu. Plus de 60 % de son corps est gravement brûlé et il est donc transporté au centre de traitement des grands brûlés de Beverwijk où il meurt le 25 septembre. Les parents de Jessica Laven sont heureux d'apprendre cette nouvelle. Selon la police, il s'agit d'un accident, mais les médias laissent entendre qu'il peut s'agir d'une tentative d'assassinat ou d'un suicide. Cependant, les autorités ont réfuté ces affirmations.